# 599 TCN
599 TCN là một năm trong lịch La Mã.